# Kampaň Marianne Williamsonové v prezidentských volbách 2024
Marianne Williamsonová, spisovatelka a politická aktivistka oznámila dne 4. března 2023 svou kampaň pro prezidentské volby ve Spojených státech v roce 2024. Williamson byla první hlavní demokratickou kandidátkou, která oficiálně oznámila svou kandidaturu, protože úřadující prezident Joe Biden oznámil svou kandidaturu až v dubnu 2023. Dne 7. února 2024 svou kampaň pozastavila a 28. února opět obnovila.

## Pozadí

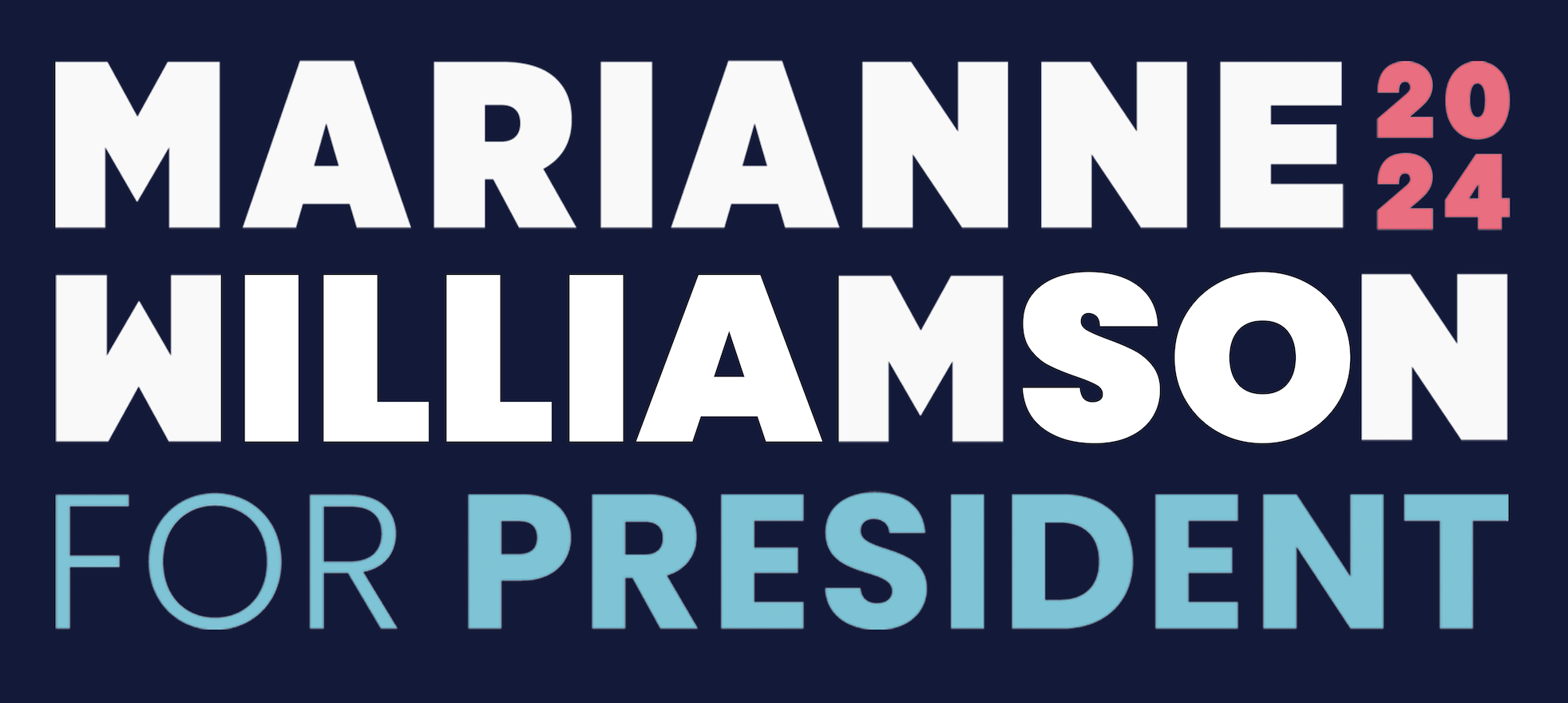

Williamsonová poprvé kandidovala ve volbách do Sněmovny reprezentantů USA v roce 2014, kdy se jako nezávislá kandidátka ucházela o zastupování 33. kongresového obvodu Kalifornie. V nestranických primárkách se umístila na třetím místě a do všeobecných voleb nepostoupila. Později se snažila o prezidentskou nominaci Demokratické strany v roce 2020. Dne 10. ledna 2020 však svou kampaň formálně ukončila, přičemž jako kandidáta podpořila Bernieho Sanderse a po jeho odstoupení Joea Bidena.

## Kampaň

### Spuštění kampaně
Dne 18. února 2023 Williamsonová potvrdila, že 4. března učiní ve Washingtonu „důležité oznámení“ týkající se prezidentských voleb v roce 2024. V rozhovoru pro Politico zveřejněném den před tímto oznámením uvedla, že pokud bude kandidovat, zůstane v Demokratické straně, což je zjevný krok k tomu, aby se postavila v primárkách proti současnému prezidentovi Joeovi Bidenovi.
Williamsonová svou kandidaturu oficiálně oznámila ve dvacetiminutovém projevu, který přednesla na nádraží Union Station.

### Vztahy se zaměstnanci
Williamsové kampaň měla problémy s udržováním vztahů s jejími zaměstnanci. V březnu 2023 zveřejnil server Politico zprávu, v níž podrobně popsal údajné chování Williamsonové vůči jejím zaměstnancům v kampani v roce 2020. Zaměstnanci, kteří zůstali v anonymitě, protože podepsali dohodu o mlčenlivosti (NDA), popsali toxické pracovní prostředí. Jeden z nich to popsal takto: „Byla by to pěna, plivání, nekontrolovatelný vztek. Bylo to traumatizující. A ta zkušenost byla nakonec děsivá.“ V kontrastu s jejím kariérním poselstvím lásky podle některých házela telefony a křičela na ně tak intenzivně, že je to dohánělo k slzám. Její hněv kvůli logistice v Jižní Karolíně ji vedl k tomu, že opakovaně udeřila do vozidla, a to do té míry, že jí ruka otekla natolik, že musela být převezena k lékařskému ošetření. Williamson označila článek za „odvádění pozornosti“ a „úderný článek“, ale přiznala, že má prostor pro osobní růst.

Dne 20. května 2023 oznámil manažer kampaně Peter Daou prostřednictvím Twitteru, že kampaň opouští s odvoláním na potřebu starat se o své a manželčiny nemocné rodiče a s prohlášením, že stále „hluboce věří v platformu kampaně.“ Kromě toho její zástupce vedoucího kampaně Jason Call sdělil serveru Politico, že den předtím rezignoval, ale odmítl poskytnout další podrobnosti. V září 2023 se Daou stal vedoucím kampaně pro prezidentskou kandidaturu Cornella Westa v roce 2024 pod hlavičkou Strany zelených.

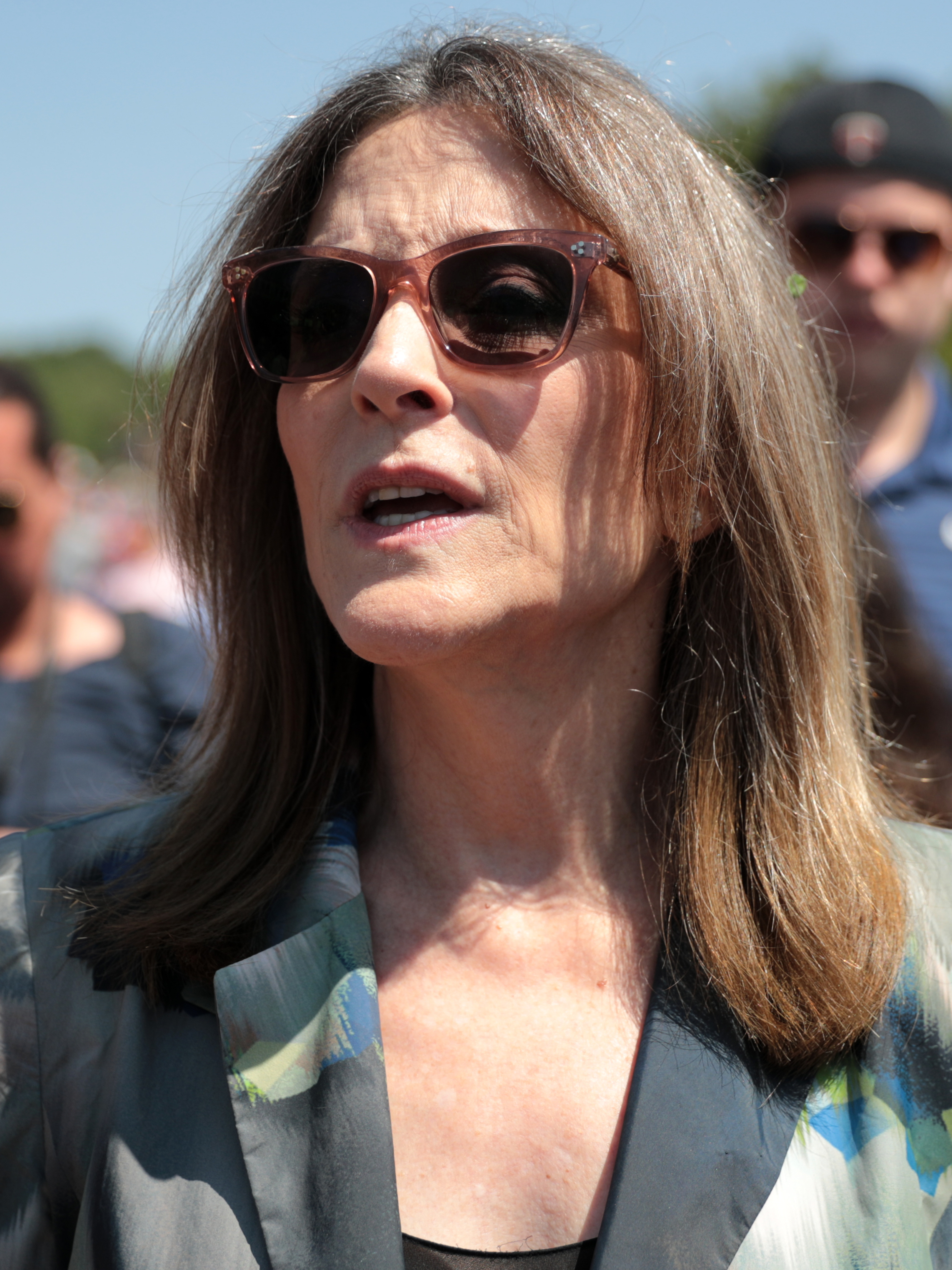
Marianne Williamsonová v Iowě v roce 2019

V červnu 2023 odešla druhá vedoucí její kampaně Roza Calderonová, jejíž přítel tvrdil, že se Calderonová „snažila vést tuto kampaň. Marianne ji však při každé příležitosti srazila na kolena.“
Na začátku července 2023 opustilo kampaň dalších šest členů štábu, kteří podali výpovědi a rezignace, včetně celého jejího týmu v Jižní Karolíně. Několik členů štábu bylo údajně Williamsonovou zklamáno kvůli nedostatečnému přístupu k volebním urnám. Williamsonová oznámila vydání nové knihy, které je naplánováno na září 2023, což vedlo jednoho z bývalých zaměstnanců k tomu, že její kampaň označil za „podvod“, jehož cílem je získat pozornost médií a propagovat její novou knihu.

### Primárky
Williamsonová se v primárkách v New Hampshire v roce 2024 umístila na třetím místě se čtyřmi procenty hlasů.
Po primárkách v New Hampshire oznámila na online setkání dobrovolníků své předběžné rozhodnutí odstoupit z kandidatury, ale poté, co výzva unikla na X (Twitter) účet OrganizerMemes, se rozhodla ještě v boji o Bílý dům setrvat.
V demokratických prezidentských primárkách v Jižní Karolíně 3. února 2024, které byly prvním státem, kde mohli demokratičtí kandidáti získat delegáty (primárky v New Hampshire nebyly sankcionovány), získala 2,1 % hlasů a nula delegátů. Dne 6. února 2024 se Williamsonová nacházela na volebním lístku pro demokratické prezidentské primárky v Nevadě 2024 a získala 3 % hlasů, což způsobilo, že nezískala žádné delegáty.

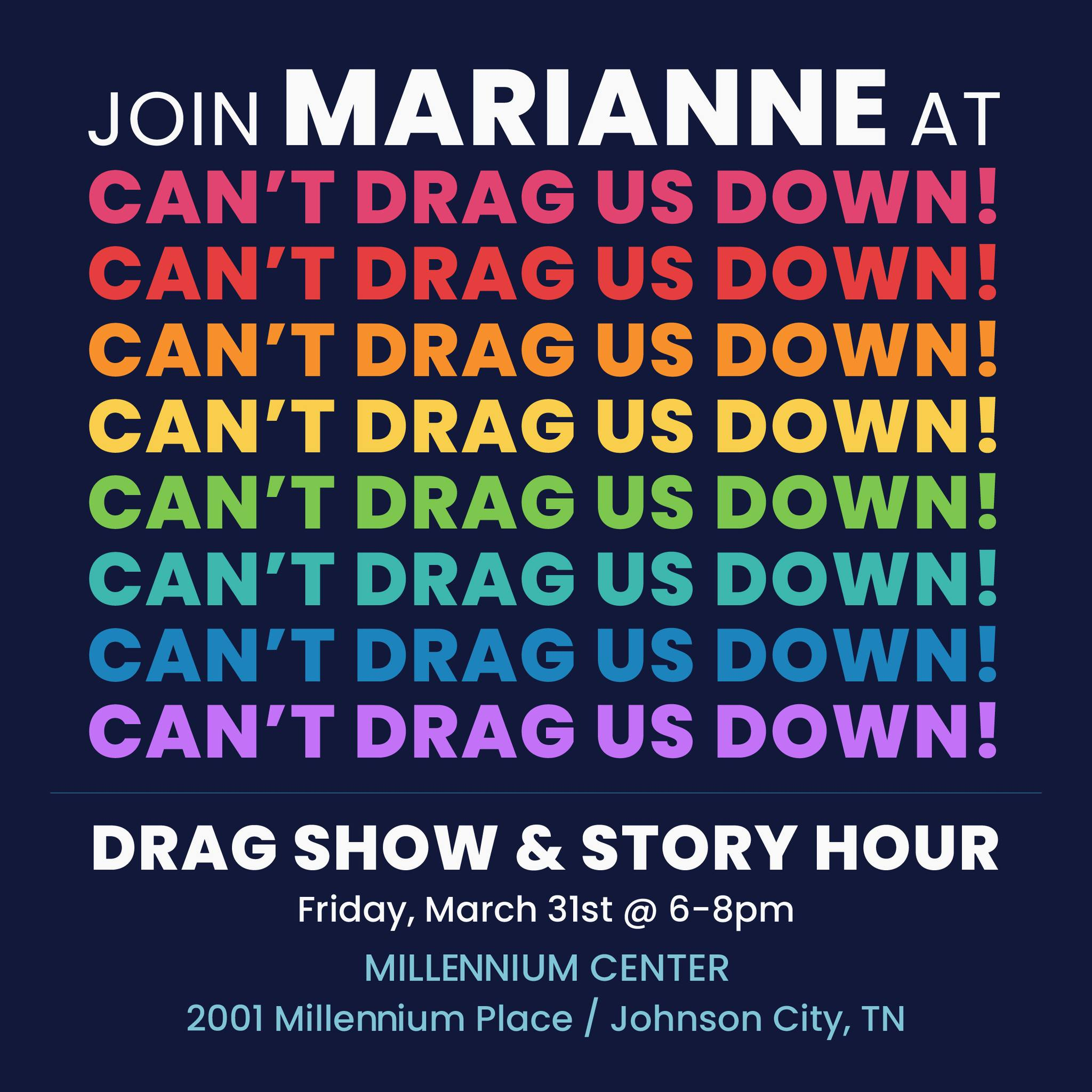
Pozvánka na převolební meeting v Tennessee, jehož součástí byla i drag show

### Pozastavení kampaně
Williamsonová pozastavila svou kampaň 7. února 2024 po drtivých prohrách v primárkách v New Hampshire, Jižní Karolíně a Nevadě.

### Obnovení kampaně
Williamsonová obnovila svou kampaň 28. února 2024 po demokratických primárkách v Michiganu, kde okolo 100 tisíc voličů hlasovalo pro „nezapsaného“ kandidáta.

## Politické postoje
Williamsonová je označována za progresivní demokratku, její politika je podobná politice jejího někdejšího soupeře v roce 2020 Bernieho Sanderse, kterého původně podpořila poté, co z tohoto klání odstoupila. Podle ABC News mezi její priority patří bezplatná zdravotní péče, bezplatné vysoké školy a bezplatná péče o děti. Williamsonová prosazuje progresivní/sociálně demokratickou politiku v duchu New Dealu prezidenta Franklina Roosevelta, jako je například Ekonomická listina práv 21. století, kterou prosazuje její přítel, poradce pro kampaň a historik profesor Harvey J. Kaye či Alan Minsky z organizace Progressive Democrats of America.
Williamsonová vyzvala k vytvoření ministerstva míru, které by podporovalo mír a diplomacii, a také ministerstva pro děti a mládež, které jsou podle Williamsonové velmi zanedbávané, a současné zacházení s dětmi ze strany vlády označuje za „kolektivní zanedbávání.“ Podle ní Spojené státy potřebují masovou mobilizaci, aby zabránily klimatické katastrofě. Podporuje také některé navrhované ústavní dodatky, například dodatek o rovných právech a návrh dodatku, který by zakotvil práva pro osoby, které se identifikují jako LGBTQ+.